# 百花繚乱エリクシル
『百花繚乱エリクシル』（ひゃっかりょうらんエリクシル）は、AXL（アクセル）より2013年4月26日に発売された18禁恋愛アドベンチャーゲーム。
キャラクターの名前は花の名称から取られており、性格も花言葉を冠したものになっている。PlayStation Vita版は加賀クリエイト→テイジイエル企画→エンターグラムより『百花繚乱エリクシル 〜Record of Torenia Revival〜』というタイトルで、2015年4月9日に発売された。

## 解説
ファンタジーの舞台を世界に、村おこしに奮闘する青年と村人たちとの交流を描いたアドベンチャーゲームで、ブランドの原点回帰を意識した作品作りとなっている。

## あらすじ
新米巡察使ブルーム・ベルフラワーは大貴族の不正を皇帝に報告したことからその貴族から恨まれ、辺境の地・ミルトスへ飛ばされてしまう。
その際に皇帝自身から『……すまん』と言われた事で帝国を救うという想いをさらに強くする。
その辺境の地・ミルトスは税を納めていなかったため当初は隣国との内通や脱税などを疑っていたが村の人々と打ち解けていくうちに村の実情を知り、町おこしを決意する。

## キャラクター

### メインキャラクター
ブルーム・ベルフラワー
本作の主人公。就任三年目の新米巡察使。
堅物で融通が利かない性格のため、有力貴族の大きくはない不正を暴いて不興を買い左遷されることとなった。
しかし左遷先である辺境の田舎村ミルトスで素朴ながら懸命に生きる人々と交流する中で様々なことを学び、成長していく。
孤児院育ちの為両親はいないが、孤児院の運営者である皇帝を父、皇妃を母と定めて忠誠を誓い、また平民の孤児としては唯一直接拝謁する栄誉を賜る方法である巡察使就任を目指して努力を重ね、実際にそれを成し遂げるほど強く慕っている。左遷の際に皇帝から直接謝罪を受けた事からもうかがえるが、その性格と能力を知る皇帝からの信頼も篤い。
巡察使の仕事に誇りを持っており、一切の不正を許さず、保身などは一切考えていない。その為不正を行っている貴族・巡察使からは疎まれている。
巡察使は妻帯禁止であるため、恋愛の事には興味が無く、そういう感情にも疎い。
計算を始めとした事務能力は非常に優秀だが武術は苦手であり、そこらの村人にも歯が立たない程弱い。周りの人からは巡察使よりも向いている職があると言われている。
社交性が皆無に近く、外見も趣味も地味な為に孤児院の仲間から「ジミー」というあだ名を付けられている。頑固者で思い込んだら一直線であり、自分の意思を曲げることは無い熱情家である。
社交辞令も知ってはいるが基本的にはしないので、相手を褒める言葉も常に本気であるため相手を照れさせる。
期日の午前9時までには書類を完璧にしている事から、『シールド9』というあだ名があり、これは『恋する乙女と守護の楯』のオマージュである。
後に『英雄』と同等の意を持つ『正巡察使』と呼ばれる唯一の人物になる。

マーガレット・デルフィニウム・ミルトス / クロッサンドラ
声：碧山もか / 石井ゆかり（PS Vita版）
主人公が派遣された地方ミルトスの領主の娘。かなりの遠縁ながら皇帝の親族でもある。
数年前に母を亡くし、以降寝たきりになっている父に代わり領主代理を務めている。
当初は領主としての能力は皆無だったが、ブルームの教育により徐々に領地経営の手法を学んでいく。
過去に訪れた巡察使が皆賄賂を要求するばかりでまっとうな仕事をしない腐敗官吏であったために当初はブルームたちを追い返そうとしていたが、彼らの人柄を知り、町おこしを共に行う事にする。
貧乏であるため使用人がおらず、それを隠すために普段は覆面メイドの「クロッサンドラ」に変装し、屋敷の家事を一手に担っている。そのため家事全般は得意。なお、村の皆にクロッサンドラの正体はばれているが、皆知らないふりをしている。
母は既に亡くなっているが、崖から落ちたという死因に反してその顔は笑顔であったという。
自身のルートではラナンキュラス卿に求婚されるも複数の女性に求婚していることが分かるとその求婚を拒否した。
ブルームと結婚し、彼の傍に常におり、アンドロメダと共に双翼と呼ばれることになる。2度目の時に彼の子を身籠る。
教会で挙げた結婚式の最中に突如舞った花びらの中で母の姿を見た。その為ブルームたちは死に顔が笑顔だったのはこの結婚式を死に際に見たからでは無いかと予想した。
アンドロメダ・ヘリオトロープ
声：青山ゆかり / 友永朱音（PS Vita版）
ブルームと同じ孤児院で育った幼馴染で、ミルトスへ赴任した彼に従う唯一の巡察護衛使。親しい人からは「アン」と呼ばれている。
昔からブルームに思いを寄せており、彼の傍に居るために巡察護衛使になったが、ブルーム生来の鈍感さに加えて、彼が巡察使の仕事に掛ける情熱や融通の利かない性格を良く理解していることから積極的になりきれず、仲はまるで進展していない。
非常に腕の立つ剣士で、憂さ晴らしで飛竜を簡単に狩ってくる程。事務能力もブルームには及ばないものの巡察使が十分務まるほどに高く、特に性格も能力もよく知るブルームの補佐に回ると彼一人の時の数倍の能率を生み出す。
ふわふわもこもこしたものが好きで、村の羊に心ときめかせている。
後も巡察護衛としてブルームの傍にいる。
唯一ジャスミンルートでは巡察使の試験を受ける事が示されている。
カトレア・ムーンフラワー
声：鈴音華月 / 飯野ユウ（PS Vita版）
ミルトスの村で雑貨屋兼定食屋を開いている、年齢不詳の美女。
彼女の出す食事は良心的な価格で栄養バランスも取れているが量が多めで、残すと怒られる。
過去ミルトスに来た巡察使を何人も見てきているらしい。
年齢の話をするとスイッチが入り、口を聞いてくれなくなったり、大盛りにさせてもらえなくなったりする。
薬や魔法帝国の遺産に関してバジル以上の知識を見せることもあり、年齢の件も含め謎の多い女性。
正体は魔女の生き残りであり、不老不死である。その後はブルームの傍にいるがそれは口伝のみで教会にある記録書（記載者はバジル・マリーゴールド）には一切出てこない。
ブルームの親類だけの葬式の時には子供たちと共に確認されているが、国を挙げた葬式には確認されていない。
実際にはとある村で不老不死となったブルームと共に医者をやっている。
バジル・マリーゴールド
声：桃井穂美 / 儀武ゆう子（PS Vita版）
村の教会のシスター。強欲シスターを気取っているが、根が優しい為強欲になりきれていない。
教会の一員として様々な知識と「奇跡」を所持している。
かつては帝都の教会のシスターを目指していたが、その優秀さを周囲に妬まれて足を引っ張られ、ミルトスに左遷された経歴を持つ。
帝都のエリートシスターとして返り咲くための功績を求め、ミルトスを教会の管理下に置こうとする。このことや性格の不一致から、マーガレットとは犬猿の仲。
ほんの数度の対面でブルームの有能さに気付き、ミルトスを教会領とするために彼を籠絡しようと画策する。
元は孤児であり、その経験から貧困のために教育を受ける機会を持てない子供たちが居ることに強い不満を持っている。
本来の夢は貧しい子供たちのために奨学金制度を作る事であり、金銭や地位への強い執着も元はそのためのもの。本人のルートでは一生を懸けてそれを達成し、『聖女』として名を残すことになる。
カトレアルートではカトレアの正体に気付くも二人の幸せを願い敢えて見逃し、記録書にも彼女の事を記すことは無かった。
ジャスミン・ヒヤシンス
声：歩河みぃな / 武石あゆ実（PS Vita版）
村長の孫娘で、村では一番若い女の子。
歌が大好きで、村人たちだけでなく芸術に疎いブルームや帝都育ちのアンにも絶賛されるほど綺麗な歌声の持ち主。
明るく純粋で、良くも悪くも素直でまっすぐな性格。多方面で知識的に疎いところがある。都会に憧れを持っていて、帝都から来たエリートであるブルームたちにも憧れを向ける。いつかは都で歌い手として身を立てることを夢見ているが、現状は憧れているだけで特別な努力をしているわけではない。

シュンラン・シンビジウム
声：伊藤静（PS Vita版）
『Record of Torenia Revival』からの新規キャラクター。ブルームの直属の上司にあたる巡察使。巡察使ではなく高級官吏が向いているとブルームに言いつつも、これまでと同様裏で彼の処遇について手をまわしていた。
セロシア・ヒユ
声：矢作紗友里（PS Vita版）
『Record of Torenia Revival』からの新規キャラクター。シュンランに同伴する護衛騎士。幼い見た目に反し経験は豊富。かつて巡察使の試験を受けたが、その幼い見た目から不安視されて不合格となり、護衛騎士になった経緯を持つ。
ブルームに好意を抱く一方、アンドロメダを敵視している。

### サブキャラクター
エトログ・バリダ・ミルトス
声：事務台車 / 岡哲也（PS Vita版）
マーガレットの父でミルトス領主。
身体が弱いためほぼ城の中で暮らしている。自称・寝たきり。
引きこもりのオタクっぽい感じだが、実は結構出来る人。帝都にも知り合いが多い。
数年前に妻を事故で亡くし、そのショックから伏せがちになってしまった。領地経営に関してもブルームとの対話中にマーガレットと並んで首をかしげる場面も見られるほど疎いが、その実は皇帝から直々に「病を治しやる気を出せば問題なく領地を治められる」と評されるほどの人物。マーガレットとブルームの結婚式の時に妻と邂逅し、叱咤された事によりようやく立ち直り病弱だった身体も快復に向かった。
アセビ・ヒヤシンス
声：ピロキ / 後藤ヒロキ（PS Vita版）
村長。マーガレットの相談相手でジャスミンの祖父。
当初は余所者で巡察使のブルームたちを警戒していたが、交流を通じて積極的に協力するようになっていく。
ユッカ・ゼラニウム
声：堀川忍 / 宮下栄治（PS Vita版）
いつも城で馬の世話や力仕事を引き受けている若者。マーガレットに憧れている。
当初は主人公を目の仇にするが、村のために主人公が尽力するのを見て心を入れ替え、以後は一番の友人であり部下として活躍する。
フロスト・ベルガモット
声：いちごみるく / 白石稔（PS Vita版）
ちゃらんぽらんな遊び人でカトレアにいつもまとわりついてはあしらわれている。
いつも大言壮語するものの実際には弱虫で口だけで、根は村の人間らしくまじめで純朴。
彼の持つ荒唐無稽なアイデアや村の長所、彼の隠れ家などが村おこしにおいて役に立つ。
実は凄く歌が上手く、ジャスミンにコーチめいたことをしている。
トリロバ卿
声：岡哲也（PS Vita版）
ブルームが不正を暴いた大貴族。
表向き、劇場の経営や帝室にも忠誠の深い誠実な貴族だが、裏では汚職を働いていた為、ブルームの目に留まって不正を暴かれ、領地の一部没収と罰金を喰らった。この件でブルームを毛嫌いするようになり、ブルームはミルトスへ左遷される事になる。
性格はまるきり子供で、自分の思い通りにならない事が大嫌いで、その為ならば皇帝に直訴して法を改正させる事もあるほど。が、気に入った人物には協力は惜しまず、ブルームの事も当初も毛嫌いしていてミルトスの村おこしを邪魔するつもりで出向くもミルトスのすばらしさに触れるや一転。村おこしを成功させたブルームを有能な巡察使として認めて何かと協力してくれるようになる等、決して悪人ではない。また、劇場を経営しているように芸術が好きで特にジャスミンの歌にほれ込み、帝都の劇場に迎えている。
リリー・カルミア
声：南月悠奈（PS Vita版）

アベリア・エーデルワイス
声：藤咲かおり（PS Vita版）

サンドラ
声：???（PS Vita版）

## スタッフ
- キャラクターデザイン / 原画：瀬之本久史
- シナリオ：長谷川藍

## 主題歌
オープニングテーマ 「Flower!!」
作詞：KOTOKO　作編曲：橋咲透 (solfa)　歌唱：KOTOKO
マーガレットエンディングテーマ 「flowering bride」
作詞：天ヶ咲麗　作編曲：iyuna　歌唱：solfa feat.Ceui
アンドロメダエンディングテーマ 「Evergreen」
作詞：天ヶ咲麗　作編曲：橋咲透　歌唱：solfa feat.霜月はるか
カトレアエンディングテーマ 「空を見る魔法」
作詞：天ヶ咲麗　作編曲：伊吹ユキヒロ　歌唱：solfa feat.茶太
バジルエンディングテーマ 「Bon Voyage!」
作詞：天ヶ咲麗　作編曲：伊吹ユキヒロ　歌唱：solfa feat.iyuna
ジャスミンエンディングテーマ 「FEEL YOU」
作詞：こはるん　作編曲：こはるん　歌唱：solfa feat.小春めう
PS Vita版シュンランエンディングテーマ 「未来トラベリング」
作詩：天ヶ咲麗　作編曲：橋咲透　歌唱：solfa feat.Rita
PS Vita版セロシアエンディングテーマ 「笑顔のとなり」
作詩：天ヶ咲麗　作編曲：伊吹ユキヒロ　歌唱：solfa feat.片霧烈火

## Webラジオ
AXLラジオ「百花繚乱エリクシル」ミルトス放送局!
2013年4月12日から9月6日まで音泉で毎週（第15回からは隔週）金曜日に配信されていたラジオ番組。全18回。
パーソナリティは、鈴音華月（カトレア・ムーンフラワー 役）、桃井穂美（バジル・マリーゴールド 役）。